# جوني ماغالون
خوسيه جوني ماغالون أوليفا (بالإسبانية: José Jonny Magallón Oliva) (مواليد 21 نوفمبر 1981 في أوكوتلان) لاعب كرة قدم مكسيكي يلعب حاليا في نادي غوادالاخارا المكسيكي .

## روابط خارجية
- جوني ماغالون على موقع الاتحاد الدولي (مؤرشف)  (الإنجليزية)
- جوني ماغالون على موقع قاعدة بيانات كرة القدم.إي يو (الإنجليزية)
- جوني ماغالون على موقع ناشيونال فوتبول تيمز (الإنجليزية)
- جوني ماغالون على موقع Soccerway.com (الإنجليزية)
- جوني ماغالون على موقع AS.com (الإسبانية)